# Luftlandekorps
Het Luftlandekorps (ook bekend als Führungsstab Fallschirmjäger-Verbände) was een ad hoc Duits legerkorps van de  Luftwaffe tijdens de Tweede Wereldoorlog. Het korps kwam alleen in actie rond Rotterdam en Den Haag in mei 1940. 

## Krijgsgeschiedenis

### Oprichting

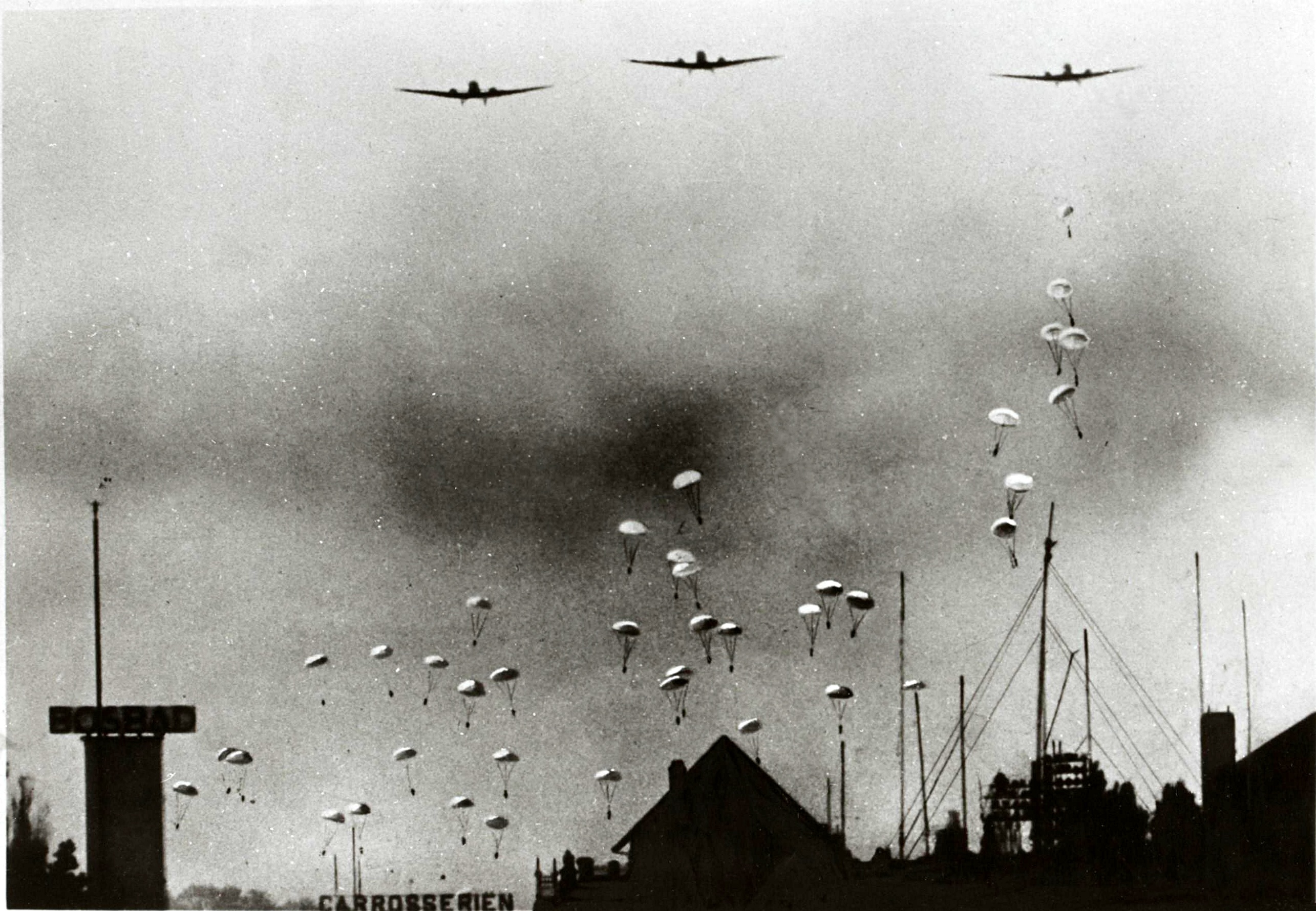
Duitse parachutisten gedropt bij Den Haag

Het Luftlandekorps was een ad-hoc korps, opgericht om de acties van de Duitse luchtlandingstroepen in Zuid-Holland te leiden. 
Het korps bestond voor deze aanval uit:

- 7. Fliegerdivision (parachutisten)
- 22. Luftlandedivision (gewone infanterie landend in vliegtuigen)
- KG z.b.V. 1 en 2 (transportvliegtuigen)
- 17./ KG z.b.V. 5 (sleepvliegtuigen + zweefvliegtuigen)
- enkele ondersteunende vliegtuigeenheden

Het Luftlandekorps werd direct na de capitulatie van Nederland op 14 mei 1940 opgeheven.

## Bovenliggende bevelslagen
| Commando     | Plaats/regio | Begin    | Eind        |
| ------------ | ------------ | -------- | ----------- |
| Luftflotte 2 | Zuid-Holland | mei 1940 | 14 mei 1940 |

## Commandanten
| Rang            | Naam         | Begin    | Eind        |
| --------------- | ------------ | -------- | ----------- |
| Generalleutnant | Kurt Student | mei 1940 | 14 mei 1940 |

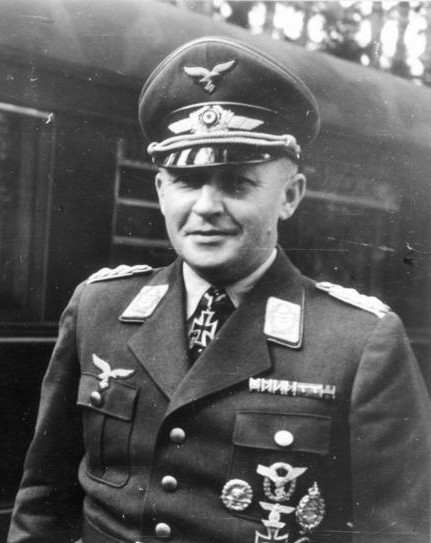
Generalleutnant Kurt Student

Generalleutnant Sudent raakte op 14 mei 1940 zwaar gewond aan zijn hoofd door een (afgeketst) schot van eigen troepen.